# Клименко, Николай Фёдорович
Никола́й Фёдорович Климе́нко (1923—1943) — Герой Советского Союза.

## Биография
Родился 25 марта 1923 года в селе Рояковка Кегичевского района Харьковской области.
Проживал в городе Дружковка Донецкой области. Работал токарем на местном метизном заводе. В Красной Армии с 1941 года.
Воевал на 1-м Украинском фронте. Осенью 1943 года, тяжелораненый, Клименко скончался, сжав зубами перед смертью концы восстановленного телефонного кабеля. Посмертно удостоен звания Героя Советского Союза.